# Obârșenii Lingurari
Obârșenii Lingurari – wieś w Rumunii, w okręgu Vaslui, w gminie Voinești. W 2011 roku liczyła 886 mieszkańców.